# Sinohyus
Sinohyus — рід наземних всеїдних парнопалих, що жили в Азії в пліоцені.
Спочатку віднесений до роду Sus, його зуби вважалися достатньо відмінними, щоб його можна було віднести до власного роду.